# Milano-Vignola
La Milano-Vignola era una corsa in linea di ciclismo su strada, che si disputò tra Milano e Vignola, in Italia, ogni anno dal 1952 al 1996. Cambiò nome nel 1997, diventando Gran Premio Bruno Beghelli e mantenendo comunque la doppia denominazione, la doppia numerazione progressiva e, successivamente, anche il tracciato.

## Albo d'oro
Aggiornato all'edizione 1996.
| Anno    | Vincitore            | Secondo                 | Terzo               |
| ------- | -------------------- | ----------------------- | ------------------- |
| 1952    | Antonio Bevilacqua   | Angelo Conterno         | Alfio Ferrari       |
| 1953-55 | non disputata        | non disputata           | non disputata       |
| 1956    | Pierino Baffi        | Giuseppe Cainero        | Vasco Modena        |
| 1957    | non disputata        | non disputata           | non disputata       |
| 1958    | Adriano Zamboni      | Roberto Falaschi        | Idrio Bui           |
| 1959    | Adriano Zamboni      | Nello Velucchi          | Roberto Falaschi    |
| 1960    | Alessandro Fantini   | Mario Minieri           | Angelo Coletto      |
| 1961    | Willy Vannitsen      | Dino Bruni              | Mario Minieri       |
| 1962    | Vendramino Bariviera | Alfredo Sabbadin        | Mario Minieri       |
| 1963    | Adriano Durante      | Raffaele Marcoli        | Oreste Magni        |
| 1964    | Guido De Rosso       | Adriano Durante         | Diego Ronchini      |
| 1965    | Guido De Rosso       | Michele Dancelli        | Gianni Motta        |
| 1966    | Adriano Durante      | Franco Bitossi          | Marino Basso        |
| 1967    | Rudi Altig           | Bruno Mealli            | Ole Ritter          |
| 1968    | Marino Basso         | Eraldo Bocci            | Ole Ritter          |
| 1969    | Attilio Rota         | Franco Bitossi          | Dino Zandegù        |
| 1970    | Adriano Durante      | Patrick Sercu           | Luigi Sgarbozza     |
| 1971    | Marino Basso         | Patrick Sercu           | Luigi Sgarbozza     |
| 1972    | Julien Van Lint      | Mauro Simonetti         | Julien Stevens      |
| 1973    | Marino Basso         | Patrick Sercu           | Gianni Motta        |
| 1974    | Enrico Paolini       | Felice Gimondi          | Marino Basso        |
| 1975    | Rik Van Linden       | Patrick Sercu           | Pierino Gavazzi     |
| 1976    | Rik Van Linden       | Pierino Gavazzi         | ?                   |
| 1977    | Luciano Borgognoni   | Marino Basso            | Giuseppe Saronni    |
| 1978    | Rik Van Linden       | Marino Basso            | Giuseppe Martinelli |
| 1979    | Roger De Vlaeminck   | Pierino Gavazzi         | Giuseppe Martinelli |
| 1980    | Giovanni Battaglin   | Francesco Moser         | Silvano Contini     |
| 1981    | Gregor Braun         | Francesco Moser         | Giovanni Mantovani  |
| 1982    | Giovanni Mantovani   | Francesco Moser         | Giuseppe Martinelli |
| 1983    | Francesco Moser      | Alfons de Wolf          | Bruno Leali         |
| 1984    | Mario Beccia         | Acácio Da Silva         | Johan van der Velde |
| 1985    | Emanuele Bombini     | Marino Amadori          | Stefano Colagè      |
| 1986    | Roberto Visentini    | Claudio Corti           | Roberto Pagnin      |
| 1987    | Giuseppe Saronni     | Maurizio Fondriest      | Davide Cassani      |
| 1988    | Adriano Baffi        | Gianbattista Bardelloni | Stefano Allocchio   |
| 1989    | Adriano Baffi        | Pierino Gavazzi         | Silvio Martinello   |
| 1990    | Mario Cipollini      | Giuseppe Citterio       | Endrio Leoni        |
| 1991    | Silvio Martinello    | Danilo Gioia            | Flavio Vanzella     |
| 1992    | Andrej Teterjuk      | Mario Manzoni           | Roberto Pelliconi   |
| 1993    | Alberto Elli         | Massimo Podenzana       | Stefano Della Santa |
| 1994    | Angelo Lecchi        | Gilles Delion           | Maximilian Sciandri |
| 1995    | Angelo Canzonieri    | Angelo Lecchi           | Alessio Barbagli    |
| 1996    | Fabio Roscioli       | Filippo Casagrande      | Stefano Cembali     |

## Statistiche

### Vittorie per nazione
| Pos. | Nazione    | Vittorie |
| ---- | ---------- | -------- |
| 1    | Italia     | 32       |
| 2    | Belgio     | 6        |
| 3    | Germania   | 2        |
| 4    | Kazakistan | 1        |